# Goethegymnasium Weimar
Das Goethegymnasium Weimar ist ein Gymnasium in Weimar. Benannt wurde es nach Johann Wolfgang von Goethe.

## Geschichte
Ursprünglich geht das Goethegymnasium auf die 1561 gegründete Weimarer Lateinschule zurück. Im Jahr 1670 erhielt diese ihre erste Schulordnung in deutscher Sprache und wurde 1712 in das Wilhelm-Ernst-Gymnasium Weimar umgewandelt. Damit erhielt sie das historische Schulgebäude am Herderplatz. 1887 zog die Schule in das noch heute verwendete Gebäude in der Amalienstraße um. Der Entwurf für dieses Gebäude stammt von Franz Wilhelm Julius Bormann. Das 1823 entstandene Gebäude Humboldtstraße 9 wurde im Zuge dieser Baumaßnahmen 1885/86 zum Direktorenwohnhaus umgebaut.
Nach dem Zweiten Weltkrieg wurde das Wilhelm-Ernst-Gymnasium Weimar eine sowjetische Militärschule, von 1951 bis 1991 hieß die Schule Polytechnische Oberschule "Johann Wolfgang von Goethe". 1991 folgte die Neugründung als Goethegymnasium Weimar.

## Schulprofil
Die Schule ist ein allgemeinorientiertes Gymnasium, jedoch unterscheidet sie sich stark von anderen Thüringer Gymnasien durch das Angebot eines Musisch-Künstlerischen Zweiges. Dieser beinhaltet ab der 9. Klasse mit erweitertem Musik- und Deutschunterricht das Unterrichtsfach "Darstellen und Gestalten". In der Oberstufe bietet das Goethegymnasium einen "Darstellen und Gestalten"- Kurs und Spanisch als dritte Fremdsprache an und durch die Anbindung an das Friedrich-Schiller-Gymnasium Weimar einen Mathematisch-Naturwissenschaftlichen Zweig mit Astronomieunterricht und erweiterten naturwissenschaftliche Profilen. Sie ist zudem als MINT-freundliche Schule und Digitale Schule ausgezeichnet.
Zusätzlich stehen zahlreiche Arbeitsgemeinschaften zur Wahl, darunter der erfolgreiche Jugend Debattiert-Kurs. Außerdem ist das Goethegymnasium die Heimat des international bekannten  Ameisenchors sowie des Circus Gaudimus.

## Schüler
- Benjamin Kramme (* 1982), Schauspieler und Regisseur
- Anna Blässe (* 1987), Fußballspielerin
- Christian Fuchs (Journalist)  (* 1979), Reporter und Autor
- Stefanie Dreyer, Schauspielerin und Sängerin bei Banaroo
- Christoph Bernewitz, Gitarrist bei Clueso
- Isabell Schmidt, Moderatorin bei Landeswelle Thüringen
- Katharina Rabillon, Moderatorin bei Euronews